# Oedignatha coriacea
Espèce
Oedignatha coriacea est une espèce d'araignées aranéomorphes de la famille des Liocranidae.

## Distribution
Cette espèce est endémique du Sri Lanka.

## Description
La femelle holotype mesure 3 mm.

## Publication originale
- Simon, 1897 : Description d'arachnides nouveaux. Annales de la Société Entomologique de Belgique, vol. 41, p. 8-17 (texte intégral).